# وان هفلین
وان هفلین (به انگلیسی: Van Heflin) (زاده ۱۹۱۰ - مرگ ۱۹۷۱) بازیگر آمریکایی بود.

## زندگی‌نامه
تحصیل کرده دانشگاه اکلاهما زادگاهش و فارغ‌التحصیل مدرسه هنرهای نمایشی ییل بود و از همان جوانی سری بیقرار داشت. بارها تحصیل در دانشگاه را رها کرد تا به سفرهای تجارتی دریایی برود یا بر صحنه تئاتر ظاهر شود بالاخره موفق شود در سال ۱۹۲۸ به صحنه تئاترهای برودی راه یابد. نخستین راه‌یابی اش را به سینما را مرهون «کاترین هپبورن» است که او را در نمایش پایان تابستان دید و مسوولان شرکت فیلم‌سازی آر.ک. او را ترغیب کرد نقش مقابل خودش را در فیلم یک زن یاغی را به او بدهند. در ۱۹۳۹ این دو بازیگر با هم همکار شدند اما این بار در تئاتر و در نمایش مشهور برادوی با نام داستان فیلادلفیا در همین دوران موفق شد موقعیتش را در سینما نیز تثبیت کند. تا آن جا که در ۱۹۴۲ یک اسکار نقش دوم برای بازی در نقش یک روشن فکر الکی در فیلم جانی دیگر به دست آورد به تناوب نقش‌های نخست یا نقش‌های دوم با اهمیت و شاخص آثار درام یا حادثه‌ای را با تسلط بازی کرد. او هم چنین در نمایش نامه‌های مشهوری چون چشم‌اندازی از روی پل و پرونده یک تهمت ظاهر شده و درخشیده‌است. او هنگامی که در حال شنا در استخر خانه‌اش بود سکته کرد و درگذشت.

## فیلمشناسی
| سال  | عنوان                                  | نقش                                              | توضیحات                                |
| ---- | -------------------------------------- | ------------------------------------------------ | -------------------------------------- |
| ۱۹۳۶ | یک زن یاغی                             | Lord Gerald Waring Gaythorne                     |                                        |
| ۱۹۳۷ | رانده‌شدگان پوکر فلت                    | Reverend Samuel 'Sam' Woods                      |                                        |
| ۱۹۳۷ | پرواز افتخار                           | George Wilson                                    |                                        |
| ۱۹۳۷ | درود بر آناپولیس                       | Clay V. Parker                                   |                                        |
| ۱۹۳۷ | قهرمان‌های شنبه                         | Val Webster                                      |                                        |
| ۱۹۳۹ | از در پشتی به بهشت                     | John Shelley                                     |                                        |
| ۱۹۴۰ | مسیر سانتافه                           | Carl Rader                                       |                                        |
| ۱۹۴۱ | تماس زنانه                             | Elliott Morgan                                   |                                        |
| ۱۹۴۱ | H.M. Pulham, Esq.                      | Bill King                                        |                                        |
| ۱۹۴۱ | جانی دیگر                              | Jeff Hartnett                                    | جایزه اسکار بهترین بازیگر نقش مکمل مرد |
| ۱۹۴۲ | قاتلی بدون اثر انگشت                   | Gordon McKay                                     |                                        |
| ۱۹۴۲ | قتل در گراندسنترال                     | 'Rocky' Custer                                   |                                        |
| ۱۹۴۲ | هفت دلبر                               | Henry Taggart                                    |                                        |
| ۱۹۴۲ | تنسی جانسون                            | اندرو جانسون                                     |                                        |
| ۱۹۴۳ | معرفی لیلی مارس                        | John Thornway                                    |                                        |
| ۱۹۴۳ | Screen Snapshots: Hollywood in Uniform | حودش                                             | فیلم کوتاه                             |
| ۱۹۴۴ | Land and Live in the Jungle            | 1st Lieutenant Lynn Harrison                     | در عنوانبندی نیامده / مستند            |
| ۱۹۴۵ | Land and Live in the Desert            | راوی                                             | در عنوانبندی نیامده / فیلم کوتاه       |
| ۱۹۴۶ | عشق عجیب مارتا ایورس                   | Sam Masterson                                    |                                        |
| ۱۹۴۶ | تا زمانی که ابرها کنار بروند           | James I. Hessler                                 |                                        |
| ۱۹۴۷ | تسخیرشده                               | David Sutton                                     |                                        |
| ۱۹۴۷ | خیابان دلفین سبز                       | Timothy Haslam                                   |                                        |
| ۱۹۴۸ | دختر بی. اف                            | Thomas W. Brett                                  |                                        |
| ۱۹۴۸ | ریشه‌های اصلی                           | Keith Alexander                                  |                                        |
| ۱۹۴۸ | سرزمین سری                             | Narrator                                         | مستند                                  |
| ۱۹۴۸ | سه تفنگدار                             | Athos                                            |                                        |
| ۱۹۴۹ | عمل خشونت                              | Frank R. Enley                                   |                                        |
| ۱۹۴۹ | مادام بوواری                           | Charles Bovary                                   |                                        |
| ۱۹۴۹ | East Side, West Side                   | Mark Dwyer                                       |                                        |
| ۱۹۵۱ | تاماهاوک                               | Jim Bridger                                      |                                        |
| ۱۹۵۱ | The Prowler                            | Webb Garwood                                     |                                        |
| ۱۹۵۱ | تعطیلات آخر هفته با پدر                | Brad Stubbs                                      |                                        |
| ۱۹۵۲ | پسرم جان                               | Stedman                                          |                                        |
| ۱۹۵۳ | جنوب الجزیره / نقاب طلایی              | Nicholas Chapman                                 |                                        |
| ۱۹۵۳ | شین                                    | Joe Starrett                                     |                                        |
| ۱۹۵۳ | بال‌های شاهین                           | Irish Gallager                                   |                                        |
| ۱۹۵۴ | تانگانیکا                              | John Gale                                        |                                        |
| ۱۹۵۴ | یورش                                   | Maj. Neal Benton / Neal Swayze                   |                                        |
| ۱۹۵۴ | دنیای زن                               | Jerry Talbot                                     |                                        |
| ۱۹۵۴ | بیوه سیاه‌پوش                           | Peter Denver                                     |                                        |
| ۱۹۵۵ | فریاد جنگ                              | Maj. Sam Huxley - CO, 2nd Bn. , 6th Marine Regt. |                                        |
| ۱۹۵۵ | تا سه به‌شمار و دعا کن                  | Luke Fargo                                       |                                        |
| ۱۹۵۶ | الگو                                   | Fred Staples                                     |                                        |
| ۱۹۵۷ | ۳:۱۰ به یوما                           | Dan Evans                                        |                                        |
| ۱۹۵۸ | گشت مسلحانه                            | Lee Hackett                                      |                                        |
| ۱۹۵۸ | طوفان                                  | Emelyan Pugachov                                 |                                        |
| ۱۹۵۹ | آن‌ها به کوردوا آمدند                   | Sgt. John Chawk                                  |                                        |
| ۱۹۶۰ | پنج زن بدنام                           | Velko                                            |                                        |
| ۱۹۶۰ | زیر ده پرچم                            | Captain Bernhard Rogge                           |                                        |
| ۱۹۶۱ | ولخرج                                  | Duncan Bell                                      |                                        |
| ۱۹۶۳ | Cry of Battle                          | Joe Trent                                        |                                        |
| ۱۹۶۵ | بزرگترین داستان عالم                   | Bar Amand                                        |                                        |
| ۱۹۶۵ | زمانی که دزد بودم                      | Inspector Mike Vido SFPD                         |                                        |
| ۱۹۶۶ | دلیجان                                 | Marshal Curly Wilcox                             |                                        |
| ۱۹۶۷ | مرد خارجی                              | Bill MacLean                                     |                                        |
| ۱۹۶۸ | چهار بی‌رحم                             | Sam Cooper                                       |                                        |
| ۱۹۶۹ | جهش بزرگ                               | Sam Mirakian                                     |                                        |
| ۱۹۷۰ | فرودگاه                                | D.O. Guerrero                                    |                                        |